# Siemowit (imię)
Siemowit – staropolskie imię męskie, złożone z członów Siemo- (psł. *sěmьja ma m.in. znaczenia „rodzina, ród; czeladź, służba, własność”) i -wit („pan, władca”, por. psł. *vitъ – „pan, możny”). Imię to wyrażało życzenie, aby nim obdarzony przewodził swojej wspólnocie. Spopularyzowało się ono w czasach nowszych w zniekształconej formie jako Ziemowit. Siemowit był imieniem charakterystycznym dla dynastii piastowskiej i występował wśród Piastów mazowieckich do XV wieku.
Siemowit imieniny obchodzi 18 października.
Podobne imiona staropolskie:  Siemidrog, Siemimił, Siemmił, Siemimysł, Siemomysł, Siemomysław, Siemirad, Siemisław, Siemosław, Siemorad.
Odpowiedniki w innych językach
- serb.-chorw. Semivit[1]

Imiennicy
- Siemowit – książę Polan
- Siemowit I
- Siemowit II
- Siemowit III
- Siemowit IV
- Siemowit V
- Siemowit VI